# Васильєвський (Омутнінський район)
Васи́льєвський (рос. Васильевский) — селище у складі Омутнінського району Кіровської області, Росія, хоча розташоване на території сусіднього Фальонського району. Входить до складу Омутнінського міського поселення.
Населення становить 21 особа (2010, 154 у 2002).
Національний склад станом на 2002 рік — росіяни 93 %.